# Kvanefjeldita
La kvanefjeldita és un mineral de la classe dels silicats. Rep el nom de la muntanya Kvanefjeld (Groenlàndia), on es troba la seva localitat tipus.

## Característiques
La kvanefjeldita és un silicat de fórmula química Na₄(Ca,Mn)(Si₃O₇)₂(OH)₂. Es tracta d'una espècie aprovada per l'Associació Mineralògica Internacional, i publicada per primera vegada el 1984. Cristal·litza en el sistema ortoròmbic. La seva duresa a l'escala de Mohs es troba entre 5,5 i 6.
Segons la classificació de Nickel-Strunz, la kvanefjeldita pertany a «09.DP - Estructures transicionals ino-filosilicats» juntament amb els següents minerals: melifanita, leucosfenita, prehnita, amstal·lita, lemoynita, natrolemoynita i altisita.

## Formació i jaciments
Va ser descoberta al dipòsit d'urani de Kvanefjeld, dins d'una zona anomenada "jaciment de kvanefjeldita". Aquest dipòsit es troba a l'altiplà de Kuannersuit, dins el Complex d'Ilímaussaq, a la localitat de Narsaq (Kujalleq, Groenlàndia). Es tracta de l'únic indret de tot el planeta on ha estat descrita aquesta espècie mineral.